# Monteleone Rocca Doria
Monteleone Rocca Doria es una localidad italiana de la provincia de Sassari, región de Cerdeña,  con 128 habitantes.

## Evolución demográfica
| Gráfica de evolución demográfica de Monteleone Rocca Doria entre 1861 y 2001 |
|                                                                              |
| Fuente ISTAT - elaboración gráfica de Wikipedia                              |